# Republica Mioritică România
Republica Mioritică România és un disc d'Ada Milea del 1999, publicat per la casa discogràfica Intercont Music.
Tant la música com els textos de les cançons són d'Ada Milea (tret de quan s'indica altrament), que és l'única instrumentista del disc amb la guitarra, només recolzada per les veus de Rareş Budileanu i Răzvan Exarhu que adminiculen els arguments de la cantaire durant determinats moments del disc.
Les cançons barrades al dessota d'aquesta secció s'acollen sota una mena de subtítols secundaris que assenyalen capítols temàtics:
- Les dues primeres sota l'epígraf Cuvânt înainte ("Paraula del passat").
- De la tercera fins a la sisena sota l'epígraf Trei îndemnuri la muncă pentru poporul român.
- La setena sota l'epígraf Anotimpurile ("Les estacions de l'any").
- De la vuitena fins a l'onzena sota Primele triste.
- De la dotzena fins a la vint-i-setena sota Secundicele.
- De la vint-i-vuitena fins a la trentena sota Terţele.
- De la trentaunena fins a la trentasisena sota Ultimele triste.

## Pistes
1. "Perspectivă" / "Statul" / "Curcubeu de gaze" - ("Perspectiva" / "L'estat" / "Arc de Sant Martí de gasos")
2. "Altfel" - ("Altrament")
3. "Popor mândru-ntre popoare"
4. "Înveşmântaţi în fabrici şi uzine"
5. "Drum bun" - ("Bon viatge")
6. "Adio, plec din poporul meu" - (Adéu, me'n vaig del meu poble")
7. "Iarna" - ("Hivern")
8. "Şir de oameni vineţi"
9. "Graniţa-n raniţă"
10. "Primul război necesar" - ("Primera guerra necessària")
11. "Fără păreri" - ("Sense opinions")
12. "Mioriţa vizuală"
13. "Doina" - ("Cançó")
14. "Peste vite"
15. "Mioriţa şchiopătândă"
16. "Oaia mică" - ("Ovella petita")
17. "Bucată de carne" - ("Bocí de carn")
18. "Doină de iarbă ré" - ("Cançó de la mala herba")
19. "Magyar song"
20. "Topoare la popoare"
21. "Plăcuţele inconştiente"
22. "Ruginesc albinele"
23. "Romanţă" - ("Romanç")
24. "Mână până-n Rio"
25. "Leagăn dulce de oţel" - ("Dolç bressol d'acer")
26. "Ghicitoare" - ("Endevinalla")
27. "Tango"
28. "Greierele şi furnica" - ("La cigala i la formiga"), inspirat a partir d'un text de Marin Sorescu
29. "Visul", pouat en un text de prosa breu de Daniil Kharms
30. "Maskin l-a omorât pe Koskin", pouat en un text de prosa breu de Daniil Kharms
31. "Era oamenilor vineţi"
32. "Foamea"
33. "Graniţa-n raniţă"
34. "Ceaţă de ciment" - ("Boira de ciment")
35. "Ultimul război" - ("La darrera guerra")
36. "Ultimul război" - ("La darrera guerra")